# 粉青沙器
粉青沙器（：／ Buncheong Sagi */?）是朝鲜半岛传统陶瓷的一种，与朝鲜白瓷一起并称朝鲜王朝两大代表性瓷器。与以官窑为中心的高丽青瓷和朝鲜白瓷不同，粉青沙器由分布于朝鲜半岛各地的民窑生产，没有固定的窑场。不过朝鲜宫廷、贵族和庶民都使用粉青沙器。:70-71
粉青沙器起源于高丽王朝末期，以高丽青瓷为母体。其特点是在与青瓷相同或更灰黑色的胎面上浸渍或涂刷一层化妆土，然后进行各种风格的装饰，主要有镶嵌、印花、剔花、刻花、铁锈花、刷制等技法。粉青沙器在世宗统治时期发展达到顶峰，进入17世纪后，随着朝鲜白瓷成为朝鲜陶瓷的主流，粉青沙器逐渐消失。:71
“粉青沙器”（“粉妆灰青沙器”）的字面意义为用化妆土在灰青色胎体上装饰的瓷器，1930年代由韩国美术史学家高裕燮命名。:64-65

## 历史

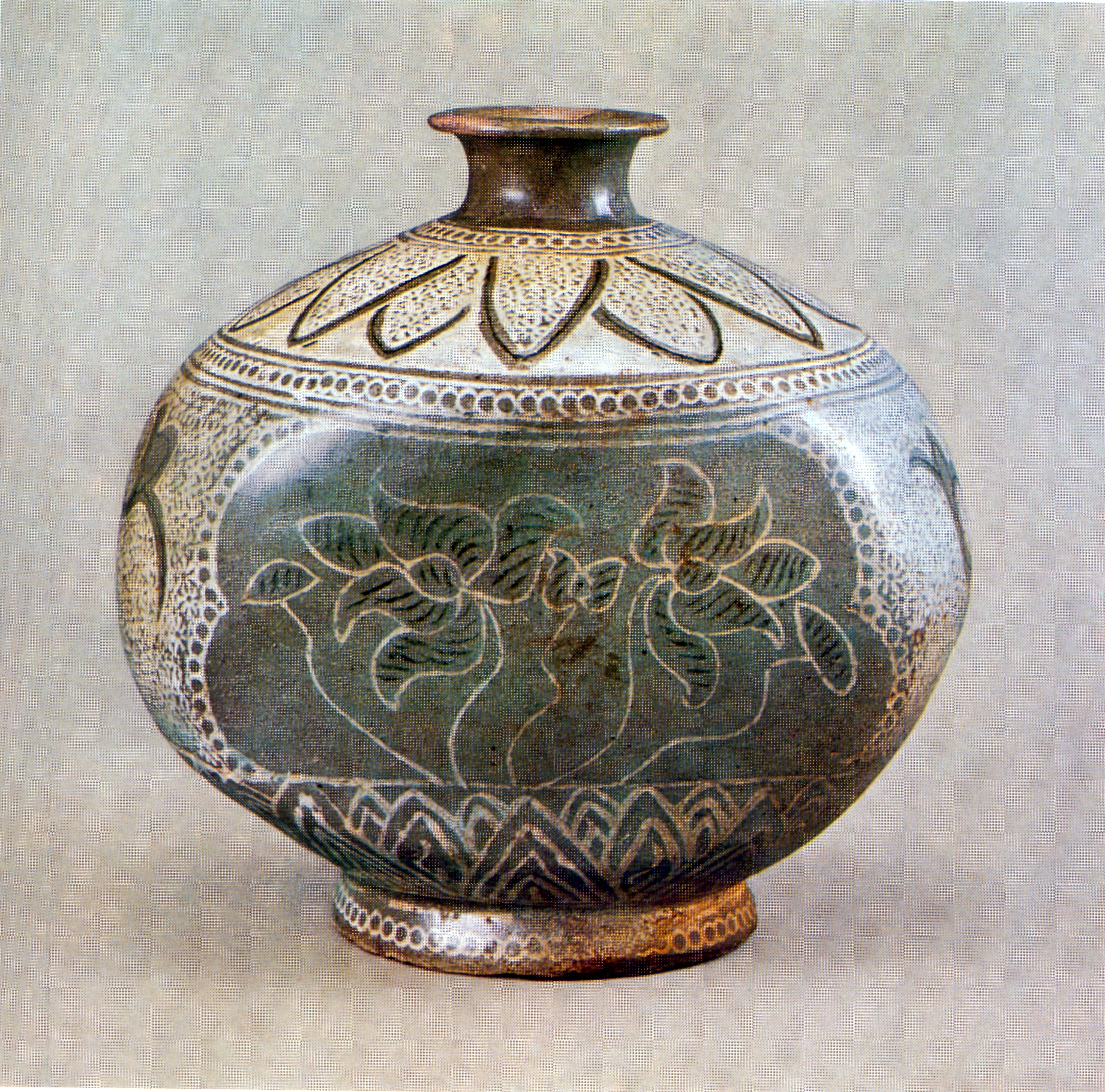
粉青砂器镶嵌莲花纹扁瓶，韩国国宝268号

14世纪高丽王朝末期，蒙古入侵使以全罗南道康津和全罗北道扶安官窑为中心的高丽陶瓷工艺遭到很大的破坏。流散到全国各地的瓷匠，开始按各自的偏好在各地小规模建窑制瓷。传统镶嵌青瓷工艺在不断创新的过程中逐渐演变成为更趋实用化的粉青沙器。

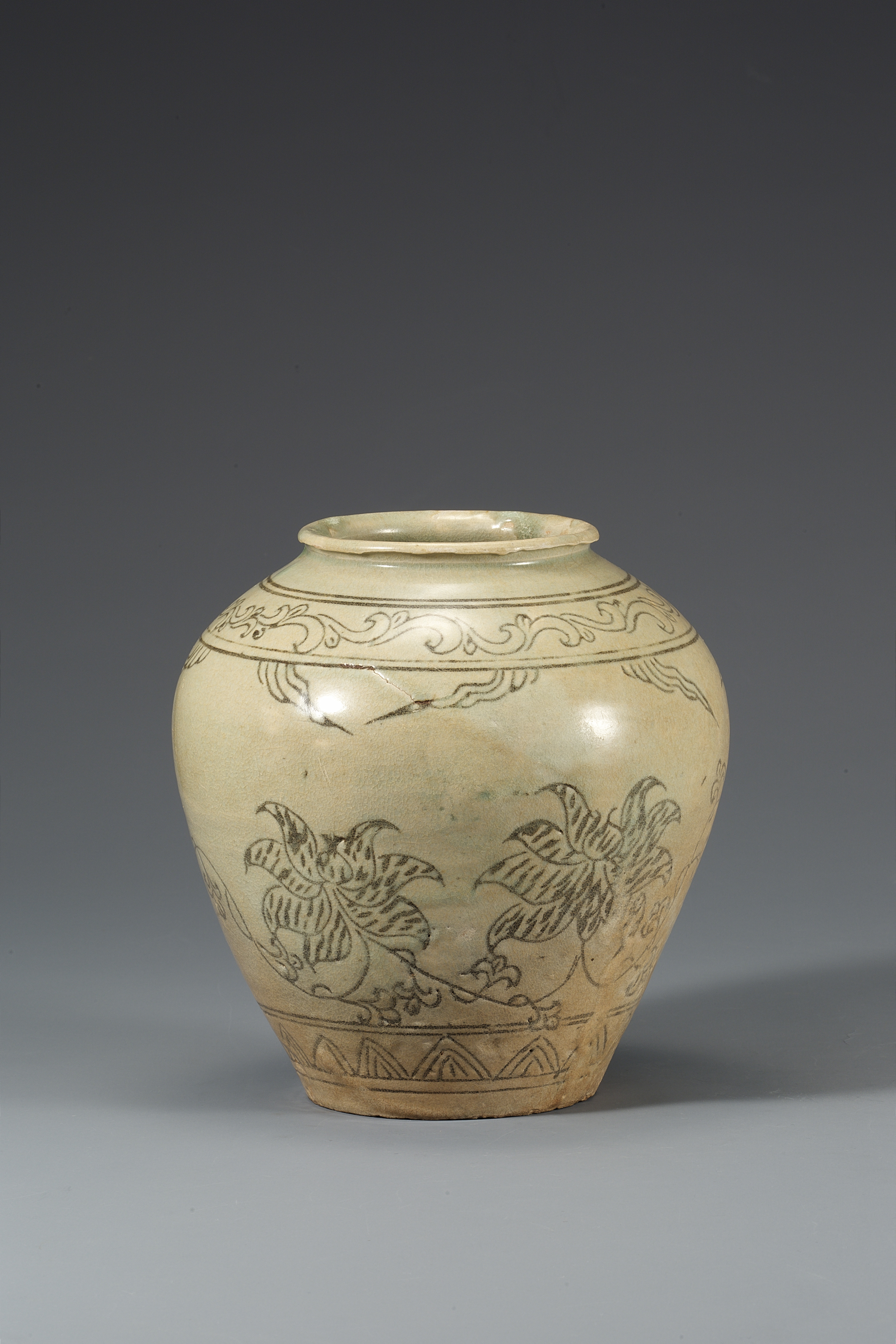
粉青沙器罐

世宗统治时期，朝鲜的社会、经济、科技、文化等诸多方面得到长足发展。粉青沙器在此氛围下发展达到高潮。由于粉青沙器自由创作时期出现了一些陶工粗制乱造的问题，世宗三年四月朝鲜颁布了戊申条：“工曹启，凡进上器皿，不用心坚制造作，绝此不久破毁，今后于器皿底，书造作匠名以凭后考，其不用心者，徵其器皿，从之。”从此，粉青沙器的发展又重归正轨。粉青砂器的纹饰方法变得多样化，胎体颜色逐渐变浅，釉变得透明。
进入15世纪80年代后，铁绣花（铁画），以及刷、蘸化妆土的技法开始兴起，传统镶嵌、印花技艺开始走进衰落。16世纪40年代，随着白瓷逐渐成为朝鲜陶瓷的主流，粉青沙器逐渐消失。

## 种类与技法

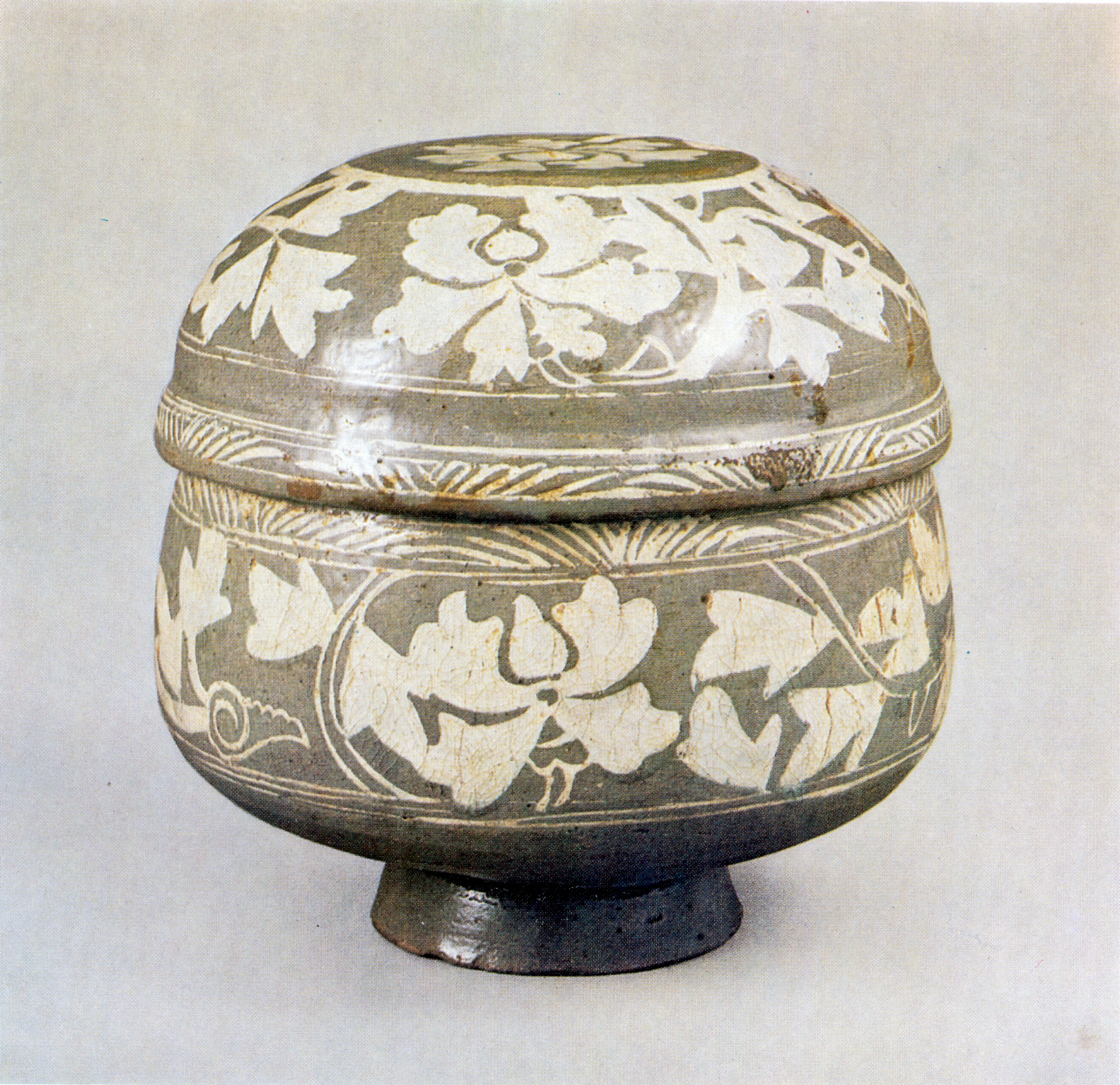
粉青沙器镶嵌牡丹纹饭盒，韩国国宝348号

- 镶嵌粉青沙器：延用高丽镶嵌青瓷的镶嵌技法。胎土刻画好纹样来后，填白、红或黑色化妆土，修整后通体施釉。[1]:73[2][5]
- 印花粉青沙器：采用印花技法，用印模在坯体上印出所需的图案，然后在凹进去的部分填上白土，施釉烧制而成。印花粉青多带有官司铭款。[1]:74-75[2][5]
- 剔花粉青沙器：韩文中称为“剥地粉青沙器”，是朝鲜陶瓷史中粉青沙器所独有的技法。剔花技法先上白化妆土，并在化妆土上画出纹样轮廓，然后将纹样以外的部分剔除，露出灰色胎土，形成灰白对比的效果，最后施釉烧制而成。这种粉青沙器大多出自全罗道。[1]:76-77[5][2]
- 阴刻粉青沙器：阴刻粉青沙器是先在瓷坯上上化妆土，然后在化妆土上阴刻出所要的纹样。这种技法也被称为“雕花”。[1]:78-79[5][2]
- 铁画粉青沙器：又称“铁锈花”或“画花”粉青砂器，使用含有氧化铁或氧化亚铁的矿物质颜料在化妆土上绘制纹样。含铁的颜料在还原焰中烧制呈青绿色，在氧化焰中烧制呈黄褐色。铁画粉青沙器一般产自忠清道鸡龙山，因此也被称为“鸡龙山粉青沙器”。[1]:80-81[2][5]

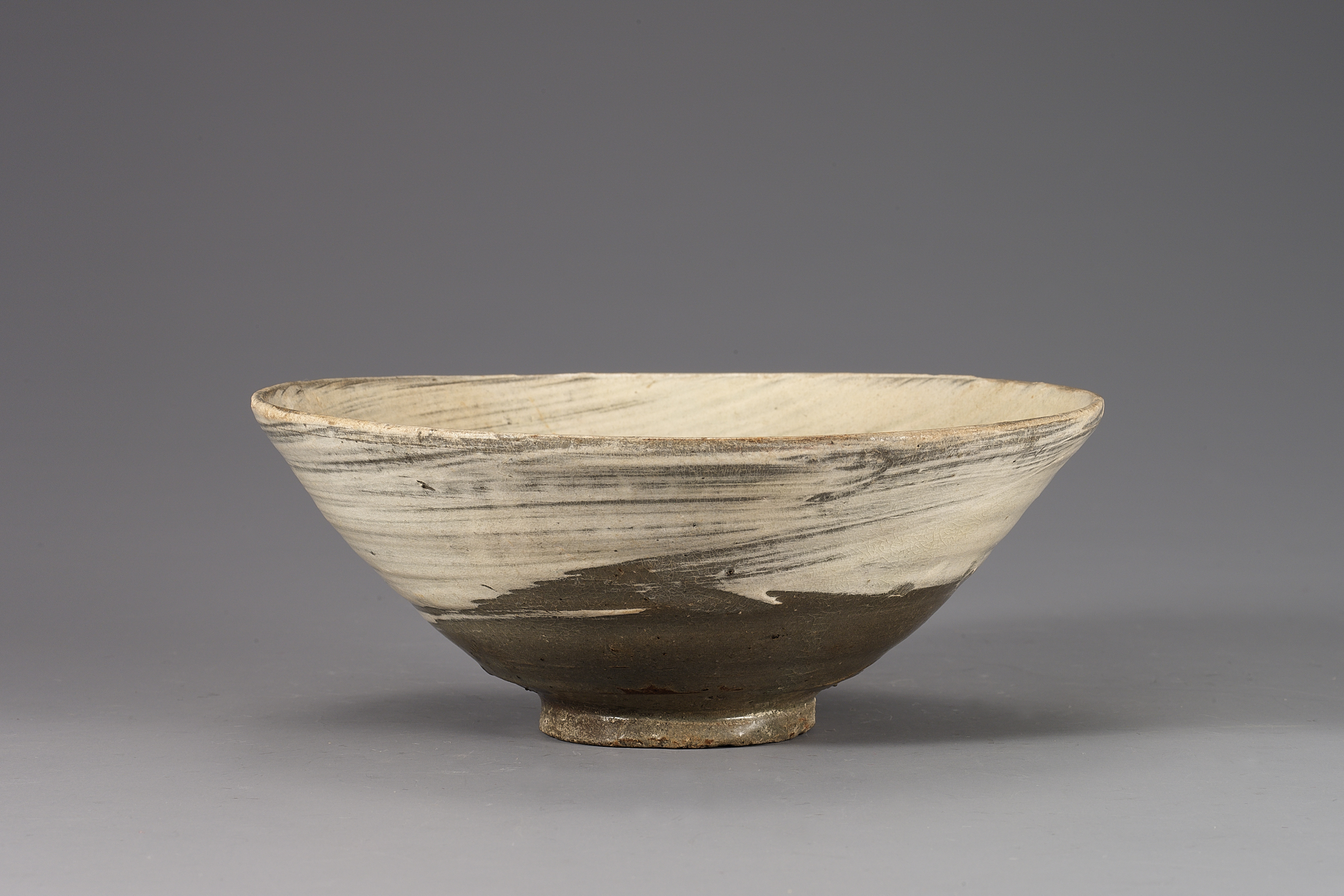
刷制技法制作的粉青沙器碗

- 刷制粉青沙器：粉青沙器衰退出现的一种使用刷制技法的类型。具体做法是用宽而粗的毛刷将化妆土刷在胎体上，从而在胎体表面留下刷制时的自然纹理。这种粉青沙器多采用叠烧的方法烧制，既可以用作剔花、阴刻和铁画粉青沙器的基础装饰，也可以单独使用。[1]:81-83[5][2]
- 蘸粉粉青沙器：蘸粉粉青沙器是将素胎浸入化妆土中后迅速取出，从而在胎体表面留下粉浆流动所形成的天然纹理。这种技法和刷制技法一样都出现于粉青沙器的衰退期。[1]:83-84[5][2]

## 纹样

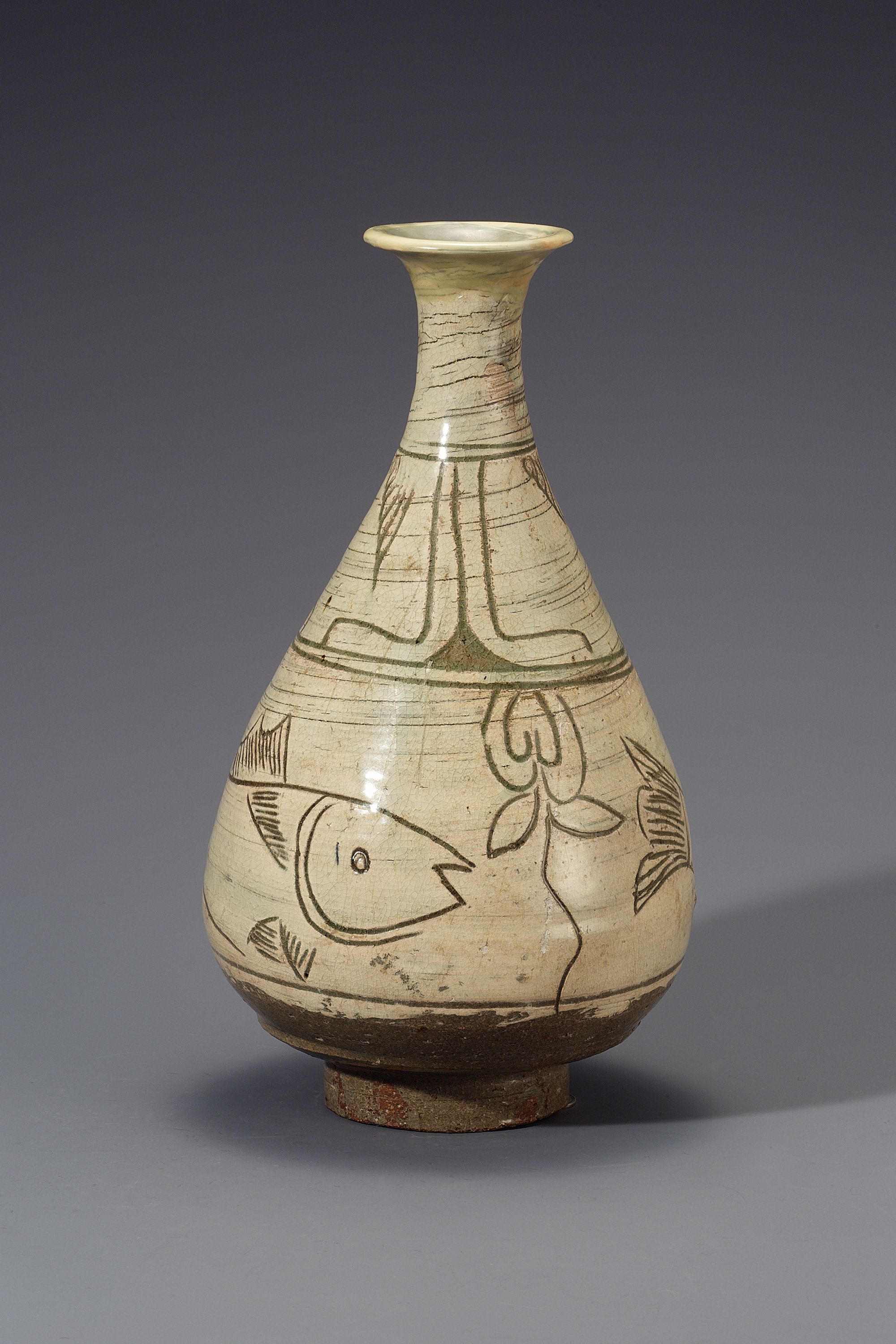
粉青沙器瓶

与高丽青瓷、白瓷相比，粉青沙器的纹样自然质朴，概括、抽象，造型洗炼，有着独特的艺术风格。粉青沙器的纹样分为主纹样和从属纹样两种。
主纹样一般有柳、莲、牡丹、唐草、三叶、芭蕉、菊花、梅花、石竹、忍冬等植物纹样，和鱼、鸟、龙、犬、龟、鱼龙、鹤等动物纹样，以及雨点波浪、云纹、楼阁纹及人物纹等。主纹多以意写形，概括、洗炼、生动。
从属纹样大多是莲瓣、唐草、芭蕉、牡丹叶、如意头、柳、芭蕉、忍冬等植物纹样，和云、文宇、雨点、锯齿纹等。从属纹样呈现几何化、规则化、形式化的特点，从属于主纹样。